# 오야마촌 (사이타마현)
오야마촌(大山村)은 사이타마현 미나미사이타마군에 설치되었던 촌이다. 현재의 시라오카시, 구키시에 해당한다.

## 역사
- 1889년 4월 1일 - 정촌제 시행에 의해 미나미사이타마군 오야마촌이 성립하였다.
- 1954년 9월 1일
  - 오야마촌의 일부가 시노즈촌, 히카쓰촌과 합병해 시라오카정이 되었다.
  - 오야마촌의 일부가 산가촌, 오바야시촌, 가야마촌과 합병해, 쇼부정이 되었다.